# Macauley Island
Macauley Island (früher Macaulay Island) ist die zweitgrößte Insel der neuseeländischen Kermadecinseln. Sie liegt im Pazifischen Ozean 110 Kilometer südsüdwestlich von Raoul Island.
Der Mount Haszard erreicht eine Höhe von 238 Metern, die Insel ist etwa 2 Kilometer lang und zusammen mit der 220 Meter östlich gelegenen Nebeninsel Haszard Island 3,06 km² groß (davon Haszard Island etwa fünf Hektar oder 0,05 km²).

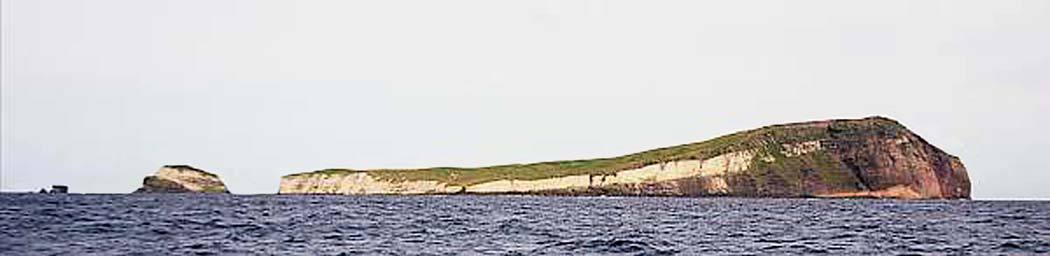
Macauley Island von Nordosten aus, mit vorgelagerter Haszard Island (links)

Die Insel liegt am südöstlichen Rand einer untermeerischen Caldera mit 12 Kilometer Durchmesser und einer Tiefe von 1,1 Kilometer. Die Caldera entstand bei einem Vulkanausbruch, der mittels Radiokarbonmethode in die zweite Hälfte des 5. Jahrtausends v. Chr. datiert wird. In den Jahren 1825 und 1887 gab es Hinweise auf submarine Eruptionen in der Nähe der Macauleyinsel.
Bis zum 19. Jahrhundert haben hier zeitweise Siedler gelebt, seitdem ist die Insel unbewohnt. Bei schlechtem Wetter ist die Anlandung von Booten unmöglich. Macauley Island ist ein Bestandteil des Kermadec Islands Marine Reserve und darf daher nicht besiedelt und nur unter Auflagen betreten werden.